# Maaziz
Maaziz (en àrab معازيز, Maʿāzīz; en amazic ⵎⵄⴰⵣⵉⵣ) és una comuna rural de la província de Khémisset, a la regió de Rabat-Salé-Kenitra, al Marroc. Segons el cens de 2014 tenia una població total de 11.502 persones.